# Renaud Ier de Brederode
Renaud Ier de Brederode (en néerl. Reinoud I van Brederode) (Santpoort, 1336 - 1390) est le sixième seigneur de Brederode, conseil et garde-sceau du comte de Hollande (1377-88) et bailli de Kennemerland (1357-59). Par mariage, il devint «comte de Gennep».

## Biographie
Il était un fils de Thierry III de Brederode et Beatrix de Heinsberg de Valkenburg. Renaud a été nommé bailli de Kennemerland en 1358 par Albert Ier de Hainaut. La même année, il réchappe à une tentative d'assassinat à Castricumerz dont il a survécu. Peu de temps après, il commence le siège de Heemskerk, où se cachent les auteurs présumés de l'attaque. Pour des raisons obscures, il se retirera du siège.
Le 11 novembre 1377, il succède à son père et devient seigneur de Brederode. Renaud soutient Mathilde de Gueldre dans sa bataille pour le duché de Gueldre entre 1371-1379. En 1383, il fut chargé par le comte de Hollande de structurer le conseil des eaux de l'Alblasserwaard. Au cours de sa vie, il a acquis des possessions à Callantsoog, Voshol et Vogelenzang.

## Mariage et enfants
Renaud a épousé Jolanda van Gennep van der Eem en 1366, fille de Jean II de Gennep. Ils ont eu au moins quatre fils ensemble:
- Thierry de Diederik (1370-1415), choisit la voie monastique avant 1390, laissant ses titres revenir à ses frères. Il a vécu sa vie dans un monastère chartreux près d'Arnhem.
- Jean Ier de Brederode (1370/72-1415), 7e seigneur de Brederode, épousa Jeanne de Abcoude, tous deux décidèrent de passer le reste de leur vie au monastère à partir de 1402, afin qu'il pardonne Brederode à son jeune frère.
- Walrave Ier de Brederode (en néerl. Walraven I van Brederode) (1370/73-1417), devient le 8e seigneur de Brederode, succédant à son (ses) frère (s) qui ont choisi la vie monastique.
- Guillaume de Brederode (nl) (1380-1451)[2], était un amiral qui a largement offert ses services au Parti des Hameçons.

## Sources
- Genealogie der Heren van Brederode, Jaarboek CBG, tome XII 1959, p. 105
- Johannes a Leydis, Opusculum de gestis regalium abbatum monasterii sancti Athalberti ordinis sancti Benedicti in Egmonda (écrit entre 1477 et 1484).
- Willem Procurator, Kroniek (vertaald door Marijke Gumbert-Hepp; J.P. Gumbert (ed.)), Hilversum, Uitgeverij Verloren, 2001,  (ISBN 90-6550-662-4).